# Terra Indígena Inãwébohona
A Terra Indígena Inãwébohona está inserida na Ilha do Bananal (Tocantins), mais precisamente nos municípios de Lagoa da Confusão e Pium. É habitada pelos índios da etnia Javaé.
Suspeita-se que existe um pequeno grupo de índios ainda não-contactados da tribo Avá-Canoeiro (Cara-Preta) nos interiores da Mata do Mamão, que está localizada na parte sul da Terra Indígena Inãwébohona. No local já foram encontrados diversos vestígios, tais como algumas pegadas e potes de cerâmica, principalmente na parte norte da mata. As notícias mais recentes sobre os Avá-Canoeiros da Mata do Mamão, incluem encontros de vaqueiros com os índios, rastros, furtos e outros sinais de sua presença nos lagos: Wariwari, da Pataca e Ananás, bem como nos rios Mururé e Randi-Toró. Estima-se que este grupo de índios isolados tenha uma população de 20 a 30 indivíduos, sendo que eles são nômades e arredios, estando sempre perambulando escondidos pelo interior da mata, fugindo de qualquer tipo de contato, inclusive com os indígenas das outras tribos da região. Por este motivo, não é aconselhável adentrar pela Matão do Mamão, já que os próprios índios da região evitam entrar na mata, com medo de sofrerem um possível ataque surpresa. No estado do Tocantins, este é o único grupo de índios isolados do qual se tem notícia atualmente.
A Terra Indígena Inãwébohona foi criada pelo Decreto Presidencial s/ nº, de 18 de abril de 2006, em área sobreposta ao Parque Nacional do Araguaia.
O processo de criação dessa Terra Indígena se deu sob muita polêmica. No ano de 1998 iniciou-se o trabalho de identificação e delimitação da Terra Indígena Inãwébohona, que compreende uma área de 364.356 hectares e engloba três aldeias indígenas da etnia Javaé, que são: aldeia Javaé Boto Velho, aldeia Javaé Txuodé (ou Txiodé) e aldeia Javaé Waotyna.